# Gaston Tarry

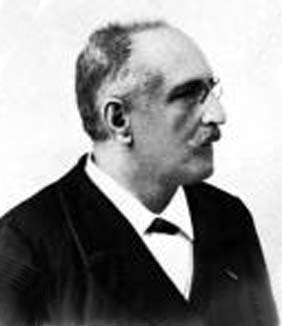
Gaston Tarry

Gaston Tarry (* 27. September 1843 in Villefranche de Rouergue, Aveyron; † 21. Juni 1913 in Le Havre) war ein französischer Amateur-Mathematiker.

## Leben
Tarry besuchte das Lycée Saint-Louis in Paris und ging dann in die französische Finanzverwaltung nach Algerien. 1902 ging er in den Ruhestand.
Er interessierte sich für Mathematik, speziell Kombinatorik und Unterhaltungsmathematik. Beispielsweise verbesserte er Trémaux’ Methode um aus einem Irrgarten zu finden, löste das Problem der 36 Offiziere von Leonhard Euler, indem er bewies, dass Griechisch-lateinische Quadrate (orthogonale lateinische Quadrate) der Ordnung 6 nicht existieren, und er bewies, dass pandiagonale Magische Quadrate der Ordnung 3 n (wobei n nicht durch 3 teilbar ist) existieren, indem er eines der Ordnung 15 konstruierte. Er erzielte auch weitere Resultate über Magische Quadrate, zum Beispiel konstruierte er das erste trimagische Quadrat.
In der Dreiecksgeometrie ist der Tarry-Punkt nach ihm benannt. Er gab eine Methode an, die Anzahl der Eulerwege eines Graphen zu bestimmen, und fand einige bemerkenswerte kombinatorische Identitäten (Prouhet-Tarry-Escott-Problem).
Viele seiner Resultate wurden von Édouard Lucas in seinen Büchern über Unterhaltungsmathematik aufgenommen, und auch Henri Poincaré war von einigen seiner Lösungen so beeindruckt, dass er für ihre Veröffentlichung bei der Academie des Sciences sorgte.